# Ivan Saenko
Ivan Ivanovič Saenko (in russo Иван Иванович Саенко?; Maslovka, 17 ottobre 1983) è un ex calciatore russo, di ruolo attaccante.

## Caratteristiche tecniche
Ha giocato utilizzato soprattutto come attaccante esterno.

## Carriera

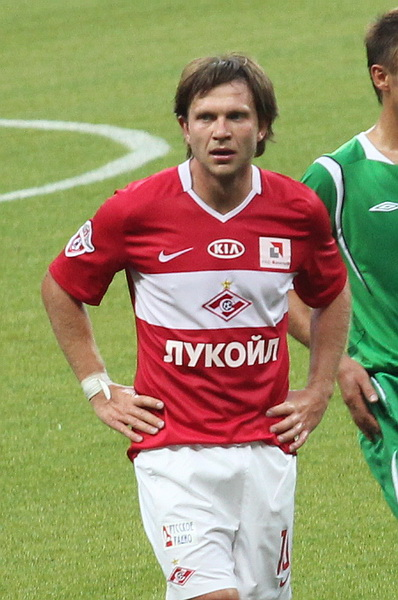
Saenko con la maglia dello.

### Club
Muove i primi passi nel calcio da bambino, sotto la guida del padre, che all'età di sedici anni lo porta con sé a Stoccarda. In questa città è notato nel 2001 da talent-scout del Karlsruhe, club che lo mette sotto contratto. Disputa 10 partite con la squadra giovanile di Karlsruhe, con cui segna 9 gol e ottiene il secondo posto nel campionato giovanile tedesco. Affacciatosi anche in prima squadra, nel 2002 è ceduto in Russia al Fakel Voronež, formazione della seconda divisione nazionale, dopo sole due presenze con la formazione tedesca. All'inizio della stagione 2002-2003 torna al Karlsruhe per giocare in Zweite Bundesliga, la seconda serie tedesca. Nel 2003 aveva già trovato un parziale accordo con il Magonza, trattativa che poi era saltata. Rimane al Karlsruhe fino al 2005 (con un bilancio di 22 gol in 90 partite), quando scade il suo contratto e il Norimberga aggiunge il russo al proprio organico. Qui riesce a mettersi in luce, soprattutto nella seconda metà della stagione 2005-2006, guadagnandosi il prolungamento fino al 2010 dell'iniziale contratto triennale. Nella stagione 2006-2007 è il miglior realizzatore del Norimberga con 9 centri e vince con i compagni la Coppa di Germania.
Nella successiva stagione non replica la positività della precedente: Saenko, infatti, è costretto a combattere contro alcuni infortuni, che ne condizionano la forma. Ciononostante riesce a realizzare 2 gol in Coppa UEFA in 7 presenze. Alla fine della stagione il Norimberga retrocede in Zweite Bundesliga, con Saenko che realizza una sola rete in 26 presenze in campionato.
Il 9 agosto 2008 torna in patria, allo Spartak Mosca, in cambio di 3 milioni di euro; con il club moscovita firma un contratto di quattro anni. Realizza il primo gol con lo Spartak il 28 novembre nella partita di Coppa UEFA contro la Dinamo Zagabria. L'11 luglio 2009, in una partita contro il Rostov, subisce un infortunio al ginocchio, a causa del quale rimane inattivo per un mese. Nel corso dell'intervento chirurgico per lesioni, i medici commettono un errore e danneggiano anche il legamento crociato anteriore di Saenko, che è dunque costretto a concludere prematuramente la stagione, dopo sole 13 presenze in campo.
Nel gennaio 2010 torna ad allenarsi, ma emergono altri problemi. Nell'aprile 2010, completamente ristabilitosi dall'infortunio, nella sfida terminata 0-0 contro il Saturn, torna in campo disputando gli ultimi nove minuti di gioco. Sarà l'ultima partita in squadra per Saenko, messo ai margini della rosa dello Spartak nell'agosto 2010. Nel 12 gennaio 2011 il club decide di risolvere il contratto con il giocatore, che si ritira dall'attività agonistica a soli 28 anni.

### Nazionale
Ivan Saenko è stato capitano della Russia under 21 e dal 2006 è stato nel giro della Nazionale maggiore: il suo esordio è arrivato, infatti, l'11 ottobre 2006, quando ha giocato uno scampolo della partita Russia-Estonia 2-0. Ha disputato la prima partita per intero con la Russia nel febbraio del 2007 durante un'amichevole.
Convocato per il campionato d'Europa 2008, è l'unico tra i russi a giocare in un campionato estero: gioca per la prima volta alla seconda partita della fase a gironi contro la Grecia (nazionale del suo compagno di club Angelos Charisteas), e poi contro la Svezia, in entrambi i casi subentrando dalla panchina. In occasione dei quarti di finale - contro l'Paesi Bassi - e della semifinale - contro la Spagna - è inserito, invece, nella formazione titolare, per poi essere sostituito. La Russia raggiunge il terzo posto, insieme alla Turchia, avendo perso la semifinale contro la Spagna, futura vincitrice del torneo.

## Statistiche

### Cronologia presenze e reti in nazionale
| Cronologia completa delle presenze e delle reti in nazionale ― Russia | Cronologia completa delle presenze e delle reti in nazionale ― Russia | Cronologia completa delle presenze e delle reti in nazionale ― Russia | Cronologia completa delle presenze e delle reti in nazionale ― Russia | Cronologia completa delle presenze e delle reti in nazionale ― Russia | Cronologia completa delle presenze e delle reti in nazionale ― Russia | Cronologia completa delle presenze e delle reti in nazionale ― Russia | Cronologia completa delle presenze e delle reti in nazionale ― Russia |
| Data                                                                  | Città                                                                 | In casa                                                               | Risultato                                                             | Ospiti                                                                | Competizione                                                          | Reti                                                                  | Note                                                                  |
| --------------------------------------------------------------------- | --------------------------------------------------------------------- | --------------------------------------------------------------------- | --------------------------------------------------------------------- | --------------------------------------------------------------------- | --------------------------------------------------------------------- | --------------------------------------------------------------------- | --------------------------------------------------------------------- |
| 11-10-2006                                                            | San Pietroburgo                                                       | Russia                                                                | 2 – 0                                                                 | Estonia                                                               | Qual. Euro 2008                                                       | -                                                                     | 90+2’                                                                 |
| 7-2-2007                                                              | Amsterdam                                                             | Paesi Bassi                                                           | 4 – 1                                                                 | Russia                                                                | Amichevole                                                            | -                                                                     |                                                                       |
| 24-3-2007                                                             | Tallinn                                                               | Estonia                                                               | 0 – 2                                                                 | Russia                                                                | Qual. Euro 2008                                                       | -                                                                     | 90’                                                                   |
| 6-6-2007                                                              | Zagabria                                                              | Croazia                                                               | 0 – 0                                                                 | Russia                                                                | Qual. Euro 2008                                                       | -                                                                     | 61’ 71’                                                               |
| 22-8-2007                                                             | Mosca                                                                 | Russia                                                                | 2 – 2                                                                 | Polonia                                                               | Amichevole                                                            | -                                                                     |                                                                       |
| 23-5-2008                                                             | Mosca                                                                 | Russia                                                                | 6 – 0                                                                 | Kazakistan                                                            | Amichevole                                                            | -                                                                     | 46’                                                                   |
| 28-5-2008                                                             | Burghausen                                                            | Serbia                                                                | 1 – 2                                                                 | Russia                                                                | Amichevole                                                            | -                                                                     | 82’                                                                   |
| 14-6-2008                                                             | Wals-Siezenheim                                                       | Grecia                                                                | 0 – 1                                                                 | Russia                                                                | Euro 2008 - 1º turno                                                  | -                                                                     | 70’ 77’                                                               |
| 18-6-2008                                                             | Innsbruck                                                             | Russia                                                                | 2 – 0                                                                 | Svezia                                                                | Euro 2008 - 1º turno                                                  | -                                                                     | 66’                                                                   |
| 21-6-2008                                                             | Basilea                                                               | Paesi Bassi                                                           | 1 – 3 dts                                                             | Russia                                                                | Euro 2008 - Quarti di finale                                          | -                                                                     | 81’                                                                   |
| 26-6-2008                                                             | Vienna                                                                | Russia                                                                | 0 – 3                                                                 | Spagna                                                                | Euro 2008 - Semifinale                                                | -                                                                     | 57’                                                                   |
| 10-9-2008                                                             | Mosca                                                                 | Russia                                                                | 2 – 1                                                                 | Galles                                                                | Qual. Mondiali 2010                                                   | -                                                                     | 59’                                                                   |
| 15-10-2008                                                            | Mosca                                                                 | Russia                                                                | 3 – 0                                                                 | Finlandia                                                             | Qual. Mondiali 2010                                                   | -                                                                     | 60’                                                                   |
| Totale                                                                |                                                                       | Presenze                                                              | 13                                                                    |                                                                       | Reti                                                                  | 0                                                                     |                                                                       |

## Palmarès

### Club

#### Competizioni nazionali
- Coppa di Germania: 1

Norimberga: 2006-2007